# Bułgaria na Mistrzostwach Świata w Lekkoatletyce 2009
Bułgaria na Mistrzostwach Świata w Lekkoatletyce 2009 – reprezentacja Bułgarii podczas czempionatu w Berlinie liczyła 11 zawodników. Żadnemu reprezentantowi tego kraju nie udało się zdobyć medalu mistrzostw.

## Występy reprezentantów Bułgarii

### Mężczyźni
- Bieg na 100 m
  - Desisław Gunew z czasem 11,07 zajął 72. miejsce w eliminacjach i nie awansował do kolejnej rundy

- Bieg na 200 m
  - Desisław Gunew nie ukończył biegu

- Skok w dal
  - Nikołaj Atanasow z wynikiem 7,63 zajął 37. miejsce w eliminacjach i nie awansował do finału

- Trójskok
  - Momcził Karailiew z wynikiem 16,82 zajął 9. miejsce

- Skok o tyczce
  - Spas Buchałow z wynikiem 5,40 zajął 22. miejsce w eliminacjach i nie awansował do finału

- Pchnięcie kulą
  - Georgi Iwanow z wynikiem 18,11 zajął 34. miejsce w eliminacjach i nie awansował do finału

### Kobiety
- Bieg na 100 m
  - Iwet Łałowa z czasem 11,54 zajęła 27. miejsce w ćwierćfinale i nie awansowała do kolejnej rundy

- Bieg na 200 m
  - Iwet Łałowa z czasem 23,60 zajęła 31. miejsce w eliminacjach i nie awansowała do kolejnej rudny

- Bieg na 400 m kobiet
  - Cwetelina Kiriłowa została zdyskwalifikowana po biegu eliminacyjnym
  - Wanja Stambołowa z czasem 56,12 zajęła 15. miejsce w półfinale i nie awansowała do kolejnej rundy

- Skok wzwyż
  - Wenelina Wenewa-Mateewa z wynikiem 1,92 zajęła 15. miejsce w eliminacjach i nie awansowała do

- Trójskok
  - Petia Daczewa z wynikiem 14,11 zajęła 14. miejsce w eliminacjach i nie awansowała do finału

- Rzut dyskiem
  - Wenera Getowa z wynikiem 53,33 zajęła 36. miejsce w eliminacjach i nie awansowała do finału